# 演歌チャンチャカチャン
演歌チャンチャカチャン（えんかチャンチャカチャン）は、平野雅昭のデビューシングル。1977年11月25日発売。発売元はテイチク（現・テイチクエンタテインメント）。

## 解説
- 当時、東京・六本木のバー「酒泥坊」でマスターをしていた[1]平野のデビューシングルである。
- 平野は当初、バーでこれらの曲を披露していたが、客として来店していたディック・ミネに見出され、レコード発売された[2]。
- シングルでのピアノ演奏は奈都りょうじ。
- 累計では80万枚の大ヒット[3]。
- 後述のつなぎフレーズを歌う際、右手を斜め上にかざして顔もそちらに向けるのがお約束となっており、テレビの歌番組では他の出演者もそれに倣っていた。
- 本楽曲と韓国の大衆音楽のジャンルであるポンチャックとの類似が指摘されることがある[3]。
- 同曲の大ヒットにより、その後平野は続編としてシングル「演歌スチャラカチャン」「演歌チャンチャカチャン PARTII」も発売した。さらに「あいどるチャンチャカチャン」（編曲：山本正之）も作られたがこちらはお蔵入りとなった。
- 『江戸プロフェッショナル・必殺商売人』第5話「空桶で唄う女の怨みうた」に平野が幇間として出演し、本楽曲の歌詞の一部を時代劇向けに変更した「民謡チャンチャカチャン」を披露している。

## 収録曲
1. 演歌チャンチャカチャン
上原敏と結城道子の「裏町人生」、各曲の歌いだしを「チャーンカラッチャンチャンチャン」というフレーズを間に挟んで繋いだ「おかしなおかしな演歌のメドレー」、殿さまキングスの「なみだの操」をベースに各曲の歌詞を繋ぎ合わせた「変態性なみだの操」が歌われる。
2. おかしなおかしな演歌
アグネス・チャンの「ひなげしの花」、左卜全の「老人と子供のポルカ」、白川奈美の「遠くはなれて子守唄」が歌われる。

## メドレー演奏曲
（）内は原曲を歌唱した歌手名。
おかしなおかしな演歌のメドレー
緑の地平線（楠木繁夫）→かえり船（田端義夫）→名月赤城山（東海林太郎）→東京ラプソディ（藤山一郎）→青い背広で（藤山一郎）→小樽のひとよ（鶴岡雅義と東京ロマンチカ）→くちなしの花（渡哲也）→理由（中条きよし）→わたしの城下町（小柳ルミ子）→せんせい（森昌子）→貴方につくします（八代亜紀）→夫婦鏡（殿さまキングス）→おゆき（内藤國雄）→わたし祈ってます（敏いとうとハッピー&ブルー）
変態性・なみだの操
1番：あなたに命がけ（川中美幸）→なみだの操→あなたにあげる（西川峰子）→おんなの夢（八代亜紀）→せんせい→あなたにあげる→恋の奴隷（奥村チヨ）→なみだの操
2番：あなたに命がけ→なみだの操→くちなしの花→わたし祈ってます→あなたにあげる→せんせい→愛ひとすじ（八代亜紀）→なみだの操

## 続編

### 演歌スチャラカチャン

#### 収録曲（演歌スチャラカチャン）
1. 演歌スチャラカチャン
ディック・ミネの「旅姿三人男」、各曲の歌いだしを「スッチャンスチャラカチャランチャランチャン」というフレーズを間に挟んで繋いだ「おかしなおかしな民謡メドレー」、郷ひろみの「誘われてフラメンコ」が歌われる。
2. 演歌ナニガ ナニシテ ナントヤラ
オリジナル曲（作詞：石坂まさを、作曲：市川昭介）。

#### メドレー演奏曲（演歌スチャラカチャン）
おかしなおかしな民謡メドレー
相馬盆唄（福島県民謡）→北海盆唄（北海道民謡）→ソーラン節（北海道民謡）→草津節（群馬県民謡）→会津磐梯山（福島県民謡）→秋田音頭（秋田県民謡）→花笠音頭（山形県民謡）→木曽節（長野県民謡）→おてもやん（熊本県民謡）

### 演歌チャンチャカチャン PARTII

#### 収録曲（演歌チャンチャカチャン PARTII）
1. 演歌チャンチャカチャン PARTII

裏町人生(上原敏・結城道子)→祝い船（門脇陸男）→無錫旅情（尾形大作）→男と女のラブゲーム（日野美歌・葵司朗）→百万本のバラ（加藤登紀子）→乱れ花（大月みやこ）→雪椿（小林幸子）→滝の白糸（石川さゆり）→さざんかの宿（大川栄策）→ホテル（島津ゆたか）→つぐない（テレサ・テン）→祝い酒（坂本冬美）→俺ら東京さ行ぐだ（吉幾三）→北の螢（森進一）→だんな様（三船和子）→命くれない（瀬川瑛子）→港の五番町（五木ひろし）
1. いいかげんにしてよ　
オリジナル曲（作詞作曲：奈和成吾）。